# Campbelltown City Soccer Club
Il Campbelltown City Soccer Club (Campbelltown City SC) è una società calcistica dell'Australia meridionale. Milita nella NPL SA, la massima divisione semiprofessionistica del campionato dell'Australia meridionale.

## Storia
Il Campbelltown City Soccer & Social Club "Red Devils" è stato fondato dall'imprenditore Joe Natale e altri italiani immigrati in Australia nel 1963.
Dopo gli inizi nella terza divisione, la squadra ha conquistato la promozione nel 1968 in seconda divisione, per poi conquistare la promozione in prima divisione nel 1973.
Il 1º settembre 2018 conquista la sua seconda NPL, battendo l'Adelaide City per 1-0 nella finale, dopo aver concluso al primo posto la fase a gironi della competizione.
Il 14 settembre 2019 conquista nuovamente il titolo, battendo nella finale l'Adelaide Comets, per 3-0.
Nel 2020 il Campbelltown City si laurea campione della NPL per la terza stagione consecutiva, portando il massimo numero di successi nella competizione a quota quattro.

## Organico
Aggiornata al 28 marzo 2024.
| N. |                      | Ruolo | Calciatore          |
| -- | -------------------- | ----- | ------------------- |
| 1  | Australia (bandiera) | P     | Alexander Woodlands |
| 2  | Giappone (bandiera)  | A     | Shogo Yoshikawa     |
| 3  | Australia (bandiera) | D     | Yousef Yousef       |
| 4  | Australia (bandiera) | D     | Connor Centofanti   |
| 5  | Australia (bandiera) | C     | Mario Orrico        |
| 6  | Australia (bandiera) | C     | James Boffa         |
| 7  | Australia (bandiera) | A     | Joel Allwright      |
| 8  | Australia (bandiera) | C     | Alexander Mullen    |
| 9  | Australia (bandiera) | A     | Marc Marino         |
| 10 | Australia (bandiera) | A     | Joshua Barresi      |
| 11 | Australia (bandiera) | A     | Joshua Mori         |
| 16 | Australia (bandiera) | D     | Daniel Mullen       |

| N. |                      | Ruolo | Calciatore              |
| -- | -------------------- | ----- | ----------------------- |
| 16 | Australia (bandiera) | C     | Antony Piscioneri       |
| 17 | Australia (bandiera) | D     | Brandon Centofanti      |
| 18 | Giappone (bandiera)  | C     | Yohei Matsumoto         |
| 19 | Australia (bandiera) | A     | Nicholas Graves         |
| 20 | Australia (bandiera) | P     | Matt Centofanti         |
| 21 | Australia (bandiera) | A     | Alessio Melisi          |
| 22 | Australia (bandiera) | D     | Jordan Maricic          |
| 23 | Australia (bandiera) | D     | Jake Halliday           |
| 24 | Australia (bandiera) | D     | Joshua Bracchi          |
| 31 | Australia (bandiera) | P     | Oliver Cullen           |
|    | Australia (bandiera) | C     | Kristin Konstandopoulos |
|    | Australia (bandiera) | A     | Rick Iommazzo           |

## Palmarès

### Competizioni nazionali
- National Premier Leagues: 5

2013, 2018, 2019, 2020, 2024
- First Division South Australia: 2

2018, 2019
- Second Division South Australia: 3

1973, 1978, 2003